# Сосновский сельсовет (Бековский район)
Сосно́вский сельсове́т — административно-территориальное образование в Бековском районе Пензенской области. Имеет статус сельского поселения. Административный центр — село Сосновка.

## География
Общая площадь территории Сосновского сельсовета — 12754 га. Территория сельсовета расположена в западной части Приволжской возвышенности и входит в зону лесостепи. Сосновский сельсовет находится на юго-западе Бековского района и граничит: на севере — с Вертуновским сельсоветом Бековского района и Вишнёвским сельсоветом Тамалинского района, на западе — с Малосергиевским сельсоветом Тамалинского района, на юге — с Малосергиевским сельсоветом Тамалинского района и Ртищевским районом Саратовской области, на востоке — с Вертуновским сельсоветом Бековского района. Расстояние до административного центра района пгт Беково — 15 км, до областного центра г. Пенза — 195 км. На территории сельсовета, в селе Сосновка располагается железнодорожная станция Вертуновская Юго-Восточной железной дороги. По территории сельсовета протекают реки Хопёр, Миткирей и Сосно́вочка.

## История

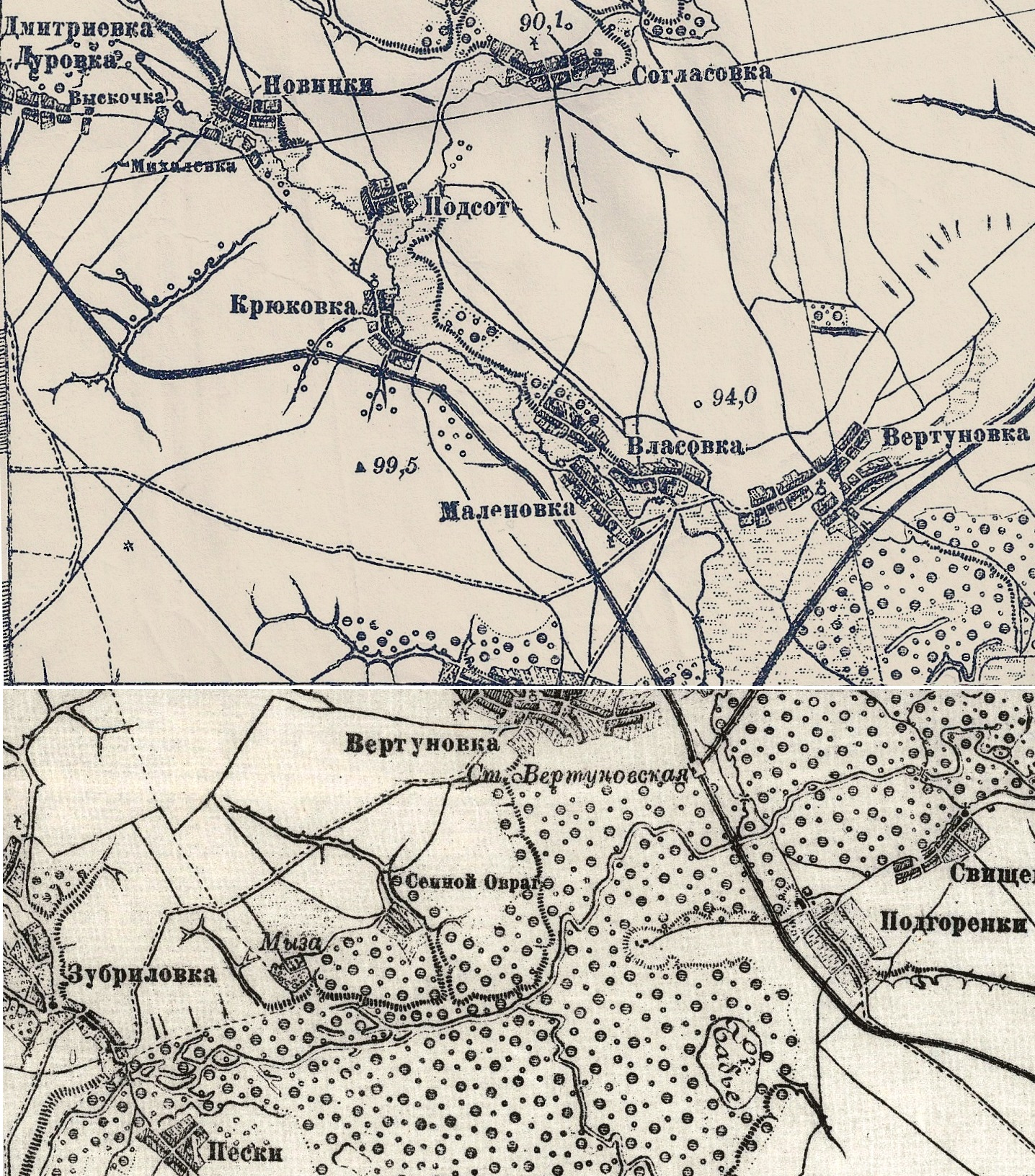
Населённые пункты Сердобского уезда, в настоящее время входящие в состав Сосновского сельсовета, 1846—1863 годы (Сосновка на карте обозначена как Вертуновка, в центре)

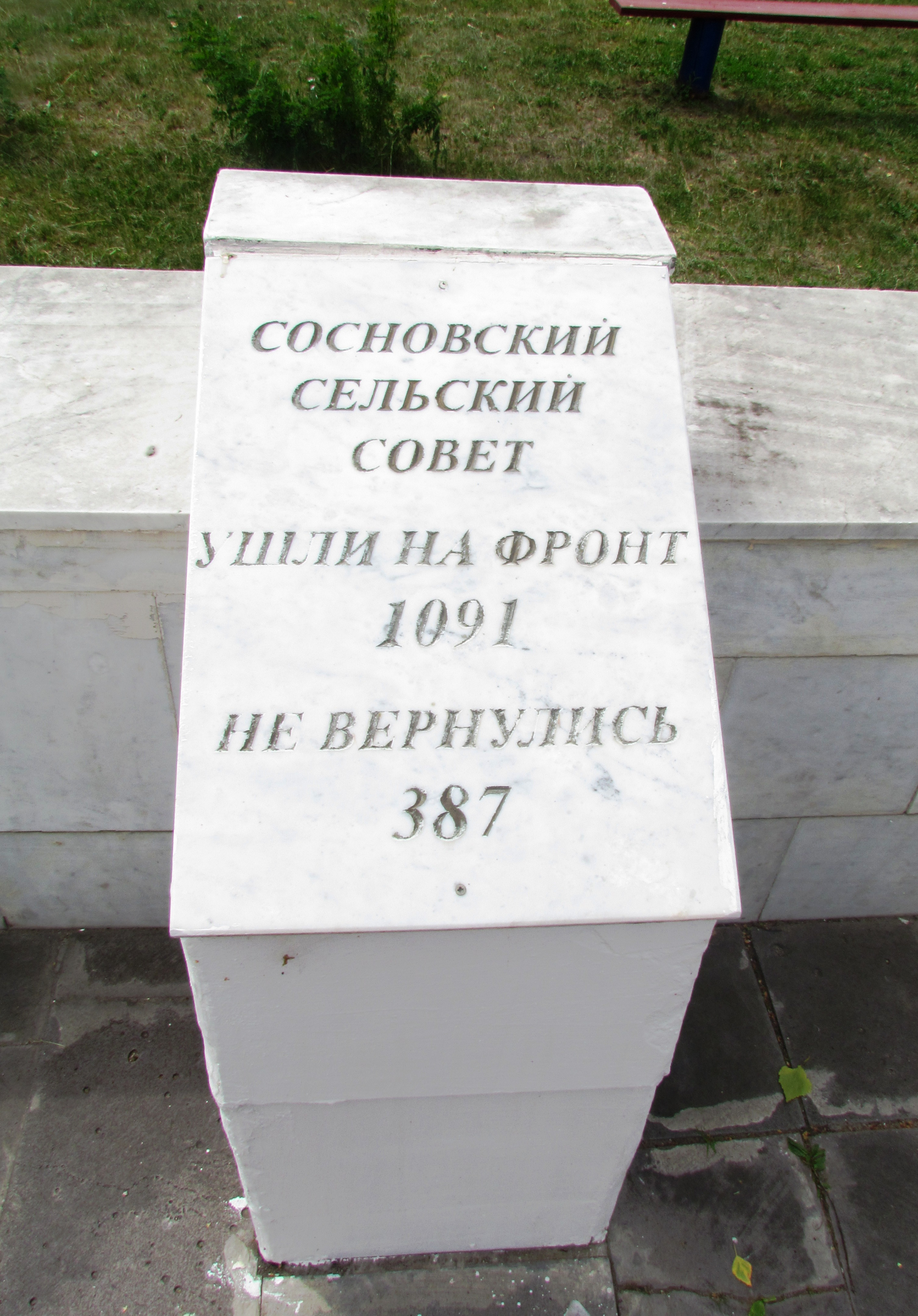
Памятный знак с указанием числа ушедших на фронт Великой Отечественной войны и числа не вернувшихся. Мемориальный комплекс в пгт Беково

Сосновский сельсовет с населёнными пунктами Сосновка, Власовка, Малёновка, Сурки, Крюковка, с административным центром село Сосновка, образован 21 ноября 1996 года. Согласно Закону Пензенской области № 1992-ЗПО от 22 декабря 2010 года, в Сосновский сельсовет включены населённые пункты упразднённого Раздольновского сельского совета: Первое Отделение (Раздольное) и Второе Отделение.

## Население
| 2002  | 2007  | 2010  | 2011  | 2012  | 2013  | 2014  |
| ----- | ----- | ----- | ----- | ----- | ----- | ----- |
| 1674  | ↘1567 | ↘1468 | ↗1611 | ↘1533 | ↘1488 | ↘1449 |
| 2015  | 2016  | 2017  | 2018  | 2021  |       |       |
| ↘1428 | ↘1397 | ↘1382 | ↘1362 | ↘1157 |       |       |

Примечание. Увеличение числа жителей в 2011 году связано с присоединением населённых пунктов упразднённого Раздольновского сельсовета.

## Населённые пункты
В состав поселения входят следующие населённые пункты:
- село Сосновка — административный центр сельсовета
- село Власовка;
- деревня Крюковка;
- деревня Малёновка;
- посёлок Сурки
- населённый пункт Первое Отделение (Раздольное);
- населённый пункт Второе Отделение.

| населённый пункт   | Власовка | Второе Отделение | Крюковка | Малёновка | Первое Отделение (Раздольное) | Сосновка | Сурки |
| ------------------ | -------- | ---------------- | -------- | --------- | ----------------------------- | -------- | ----- |
| количество жителей | 30       | 28               | 2        | 138       | 90                            | 1296     | 20    |

### Исчезнувшие населённые пункты
- До 1975 года на территории Сосновского сельсовета существовала деревня Саратовка. Численность населения в 1959 году составляла 47 жителей. Решением Пензенского облисполкома от 17 сентября 1975 года исключена из учетных данных как фактически не существующая[16].
- До периода между 1989 и 1996 годами на территории Сосновского сельсовета существовала деревня Сенной Овраг[17]. На месте деревни существует урочище.

## Инфраструктура
На территории Сосновского сельсовета расположены: 4 магазина, сельский клуб, библиотека, спортзал, почтовое отделение (в селе Сосновка), средняя общеобрзовательная школа (в селе Сосновка), 3 фельдшерско-акушерских пункта (в сёлах Власовка, Сосновка, Раздольное), филиал Сбербанка России (в селе Сосновка).
Село Сосновка, деревня Малёновка и посёлок Сурки имеют сетевую газификацию и централизованное водоснабжение, н/п Первое Отделение (село Раздольное) — централизованное водоснабжение.
В селе Сосновка (ул. Вокзальная, д. 14) создан православный молитвенный дом Покрова Пресвятой Богородицы (Покровский молитвенный дом). Относится к Тамалинскому благочинию Сердобской епархии Пензенской митрополии Русской православной церкви. Под молитвенный дом было передано здание медамбулатории. Престольный праздник — Покрова Пресвятой Богородицы, 1 (14) октября.

## Транспорт
По территории Сосновского сельсовета проходит трасса регионального значения «Беково — Сосновка — Варварино» с асфальтовым покрытием. К селу Сосновка проложена автодорога с асфальтовым покрытием длиной 600 м, к селу Власовка — с щебенчатым покрытием длиной 1,2 км.
В селе Сосновка располагается железнодорожная станция Вертуновская Юго-Восточной железной дороги, обеспечивающая пассажирское и грузовое движение на участке Москва — Саратов. Также имеется железнодорожное сообщение с Беково по железнодорожной ветви Вертуновская — Беково (Бековская ветвь).

## Администрация
Администрация Сосновского сельсовета расположена по адресу: ул. Центральная усадьба, 6, с. Сосновка, Бековский район, Пензенская область, Россия, 442950.
Главой администрации Сосновского сельсовета является Терсинцева Галина Павловна.

## Галерея

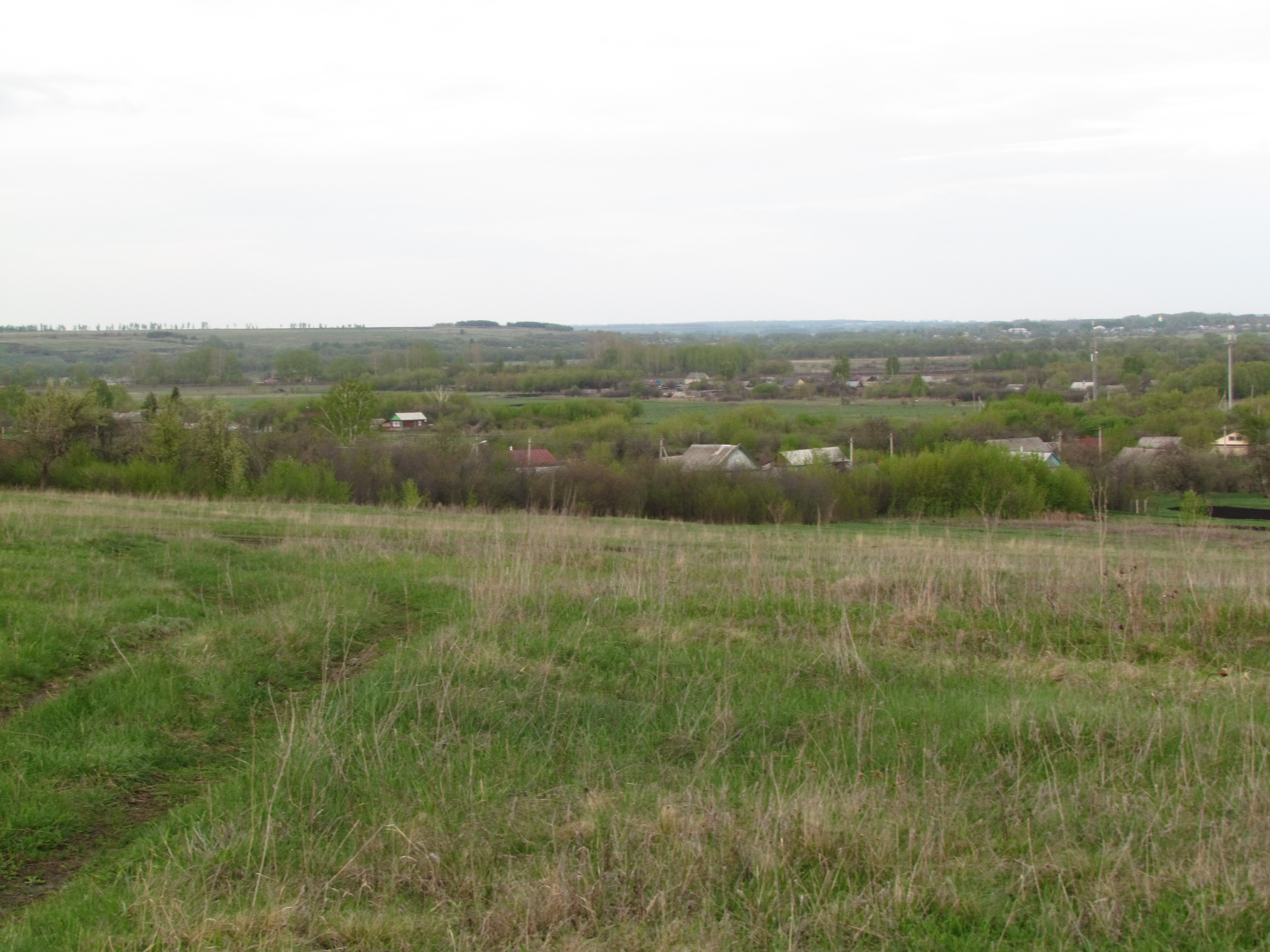
Вид с горы на село Сосновка. 2015
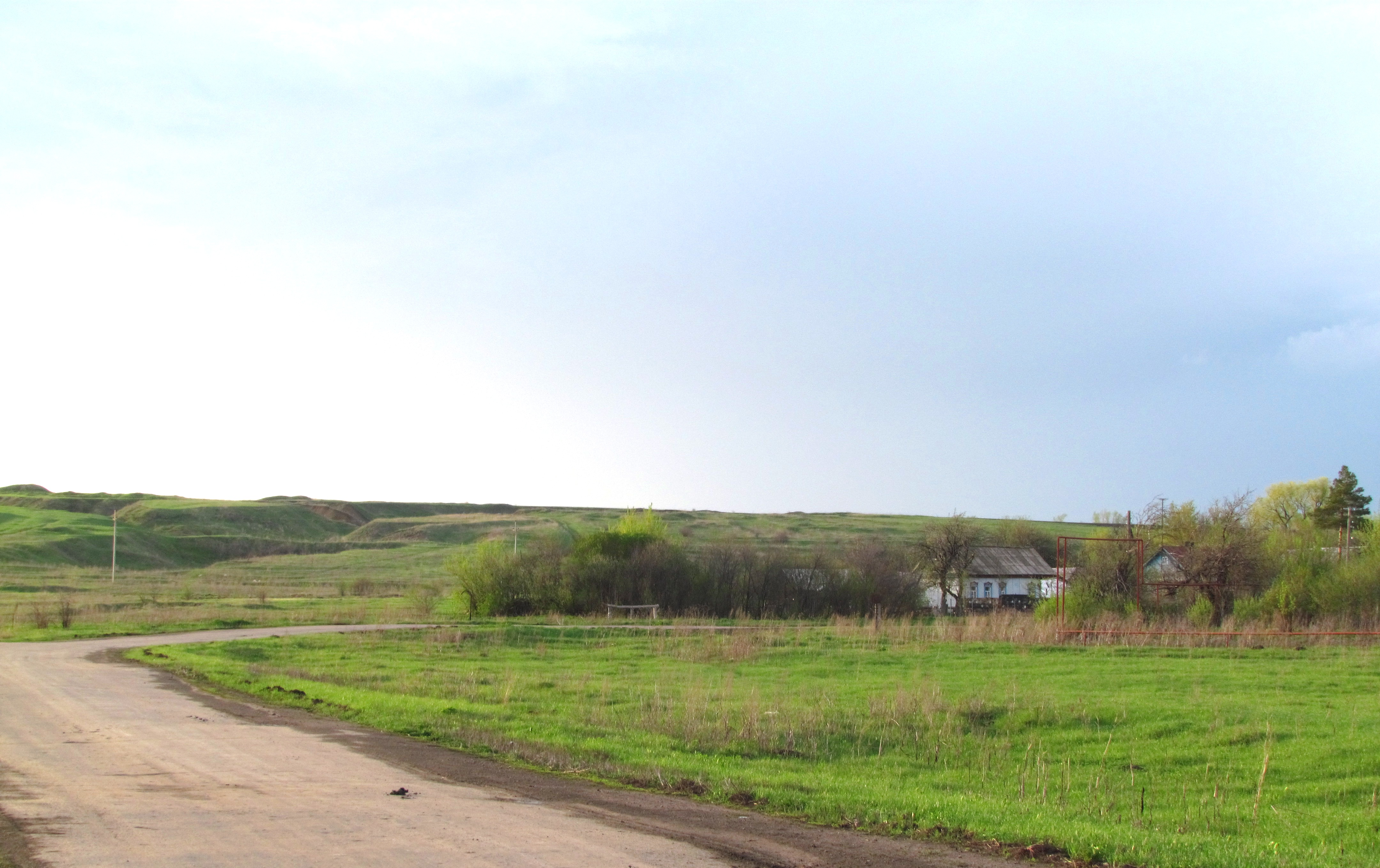
Въезд на ул. Латышовка (село Сосновка). 2015
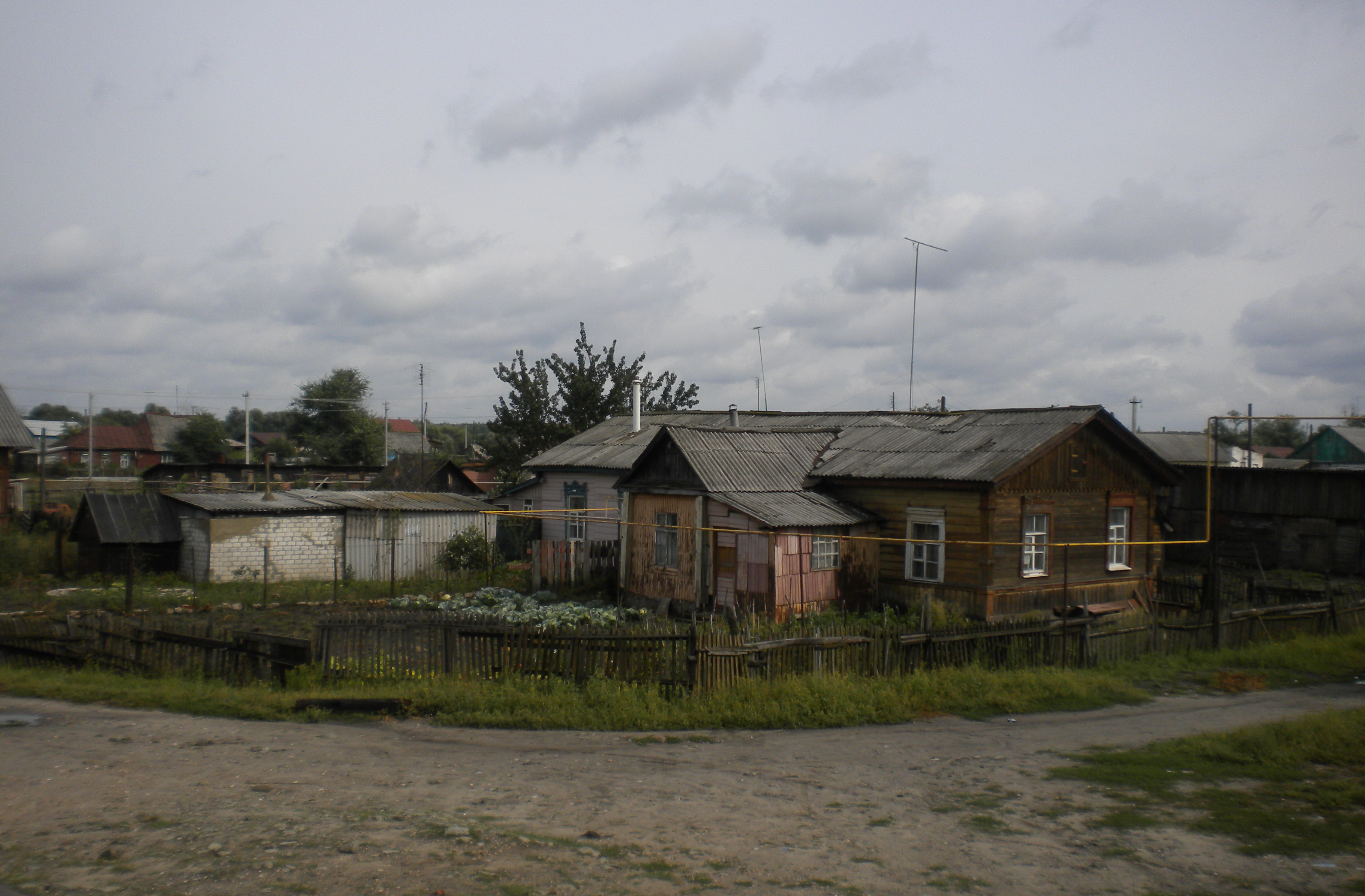
Улицы села Сосновка. 2012.
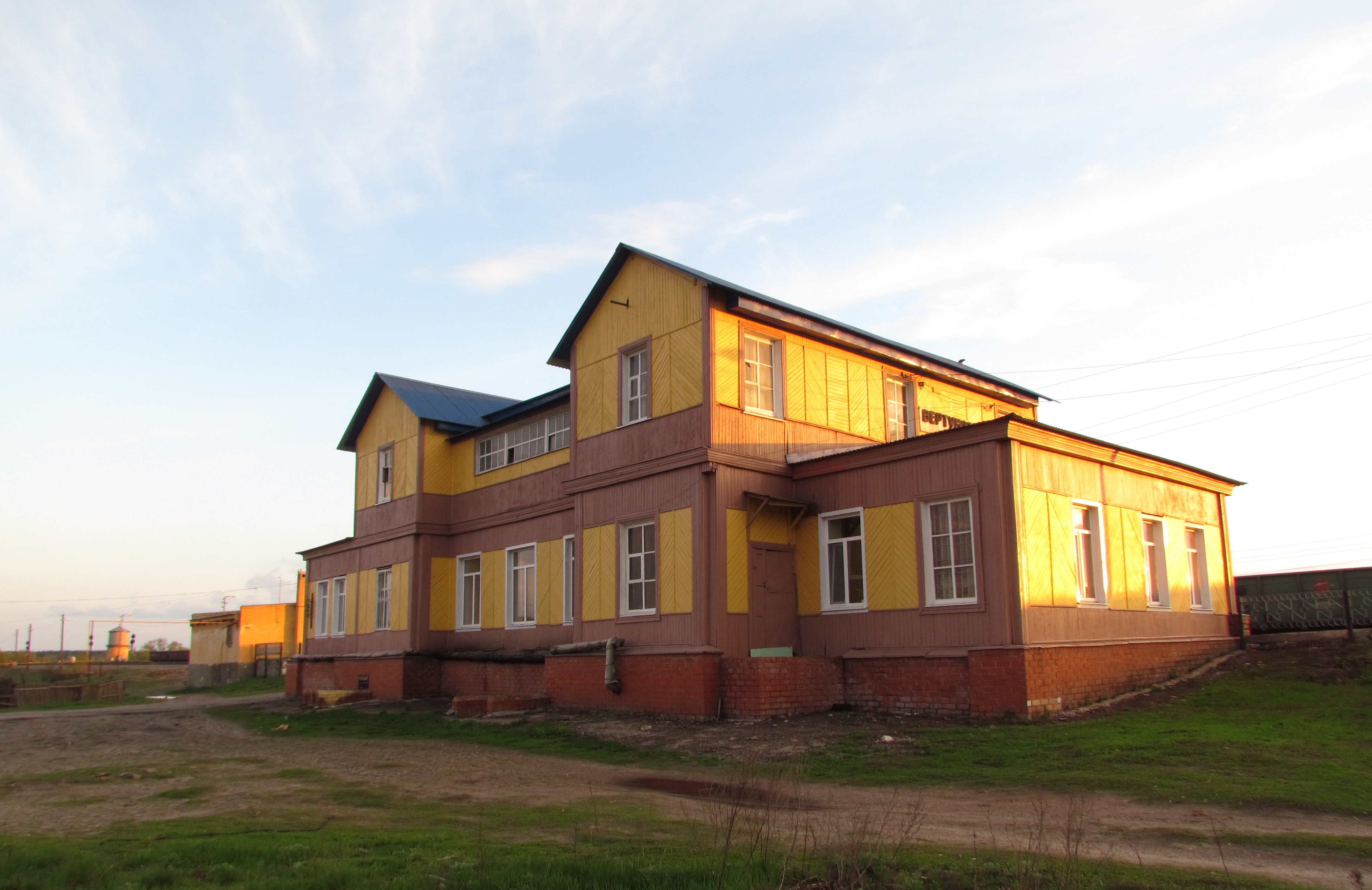
Вокзал железнодорожной станции Вертуновская. 2015.
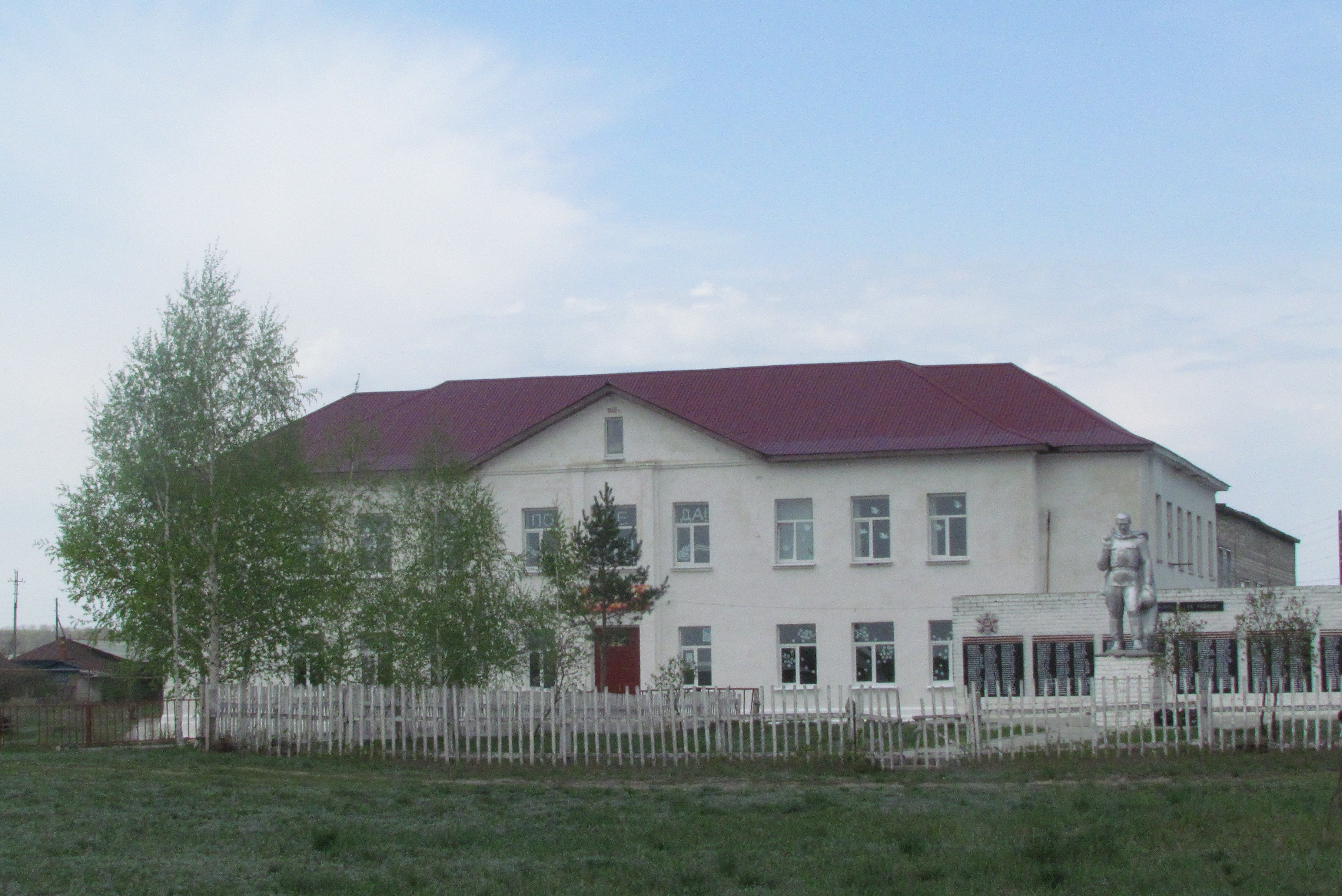
Сосновская СОШ. 2015.
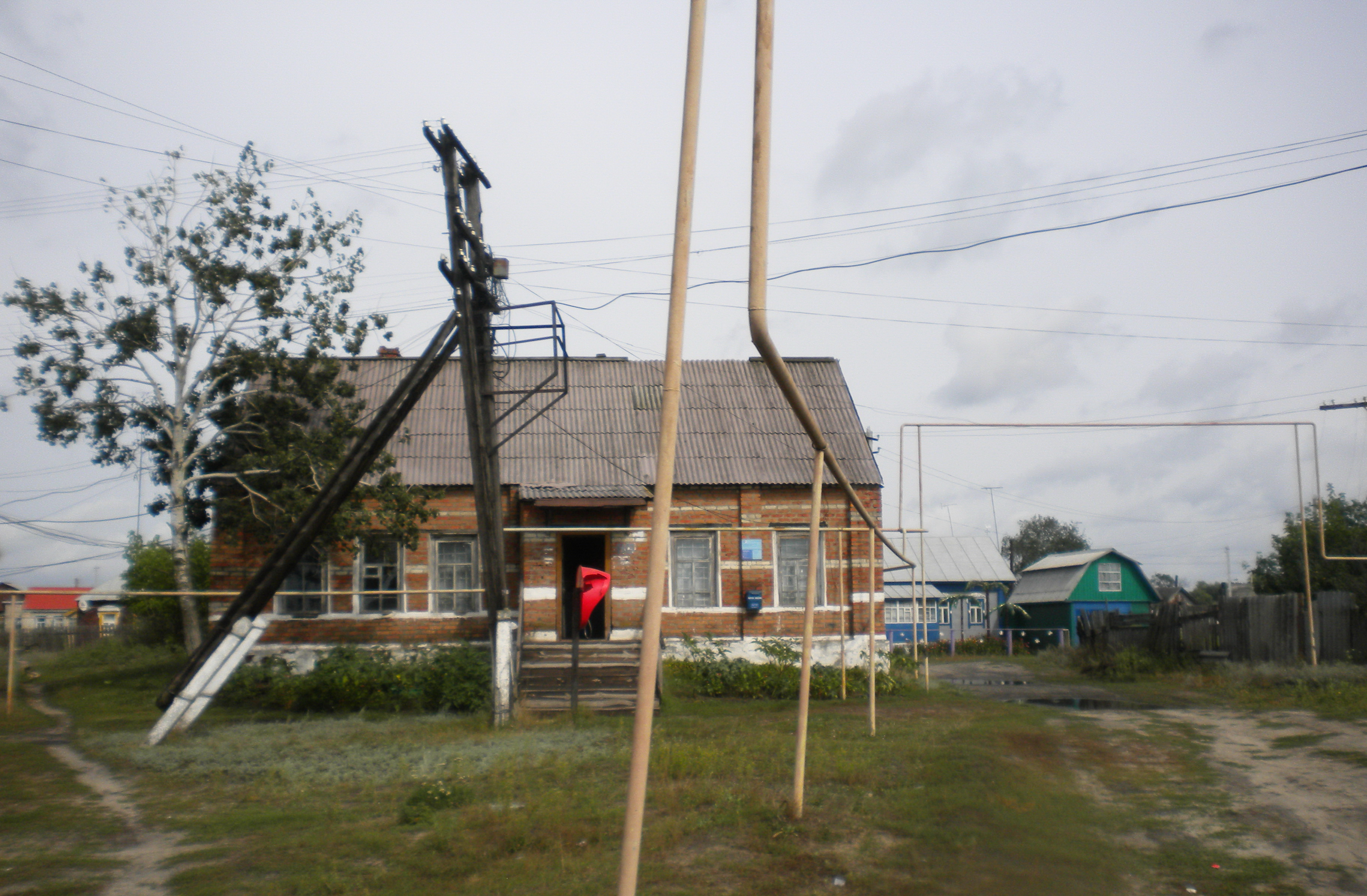
Село Сосновка. Почтовое отделение. 2012.
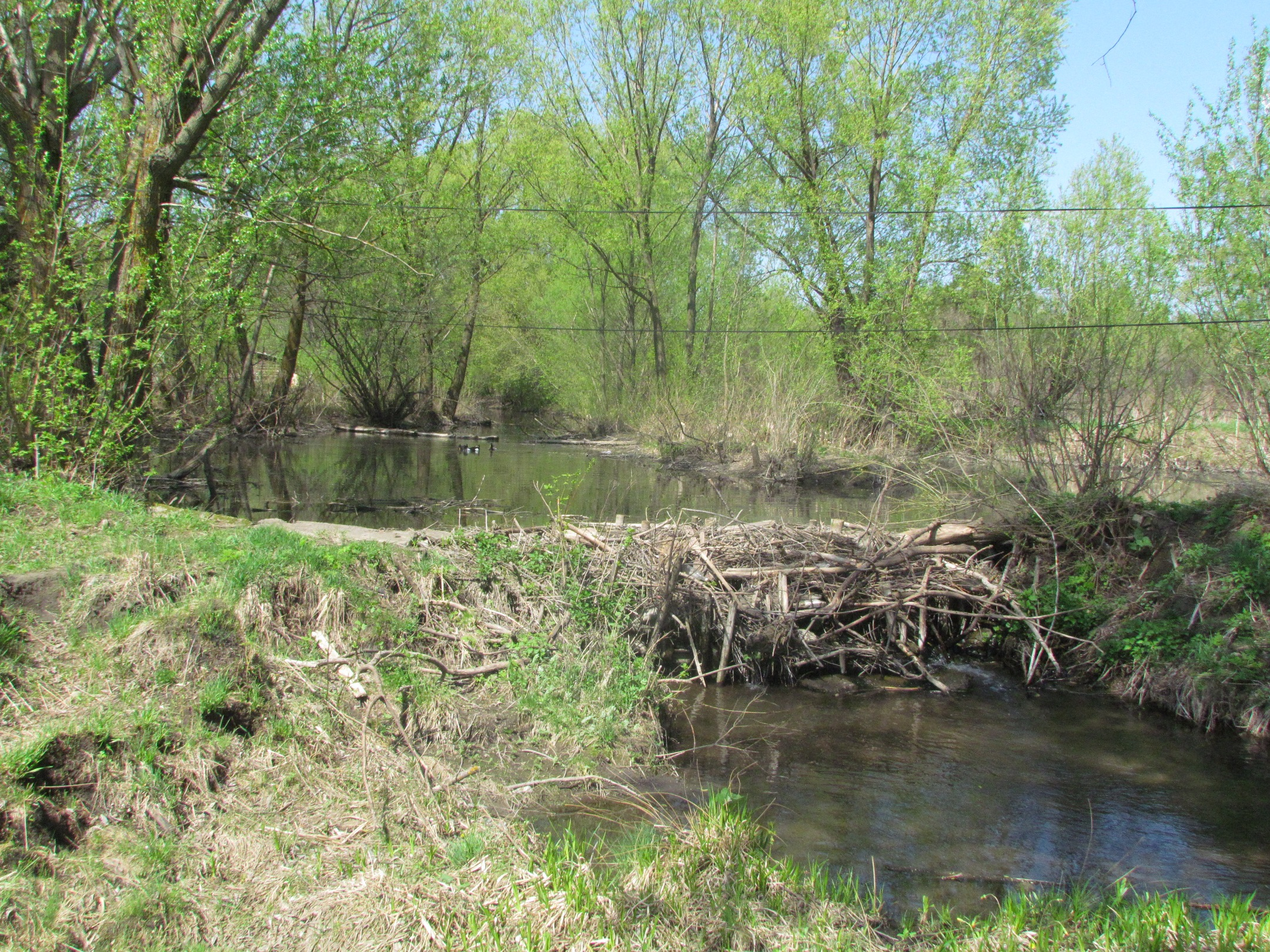
Бобровая плотина на реке Сосновочка. 2015.
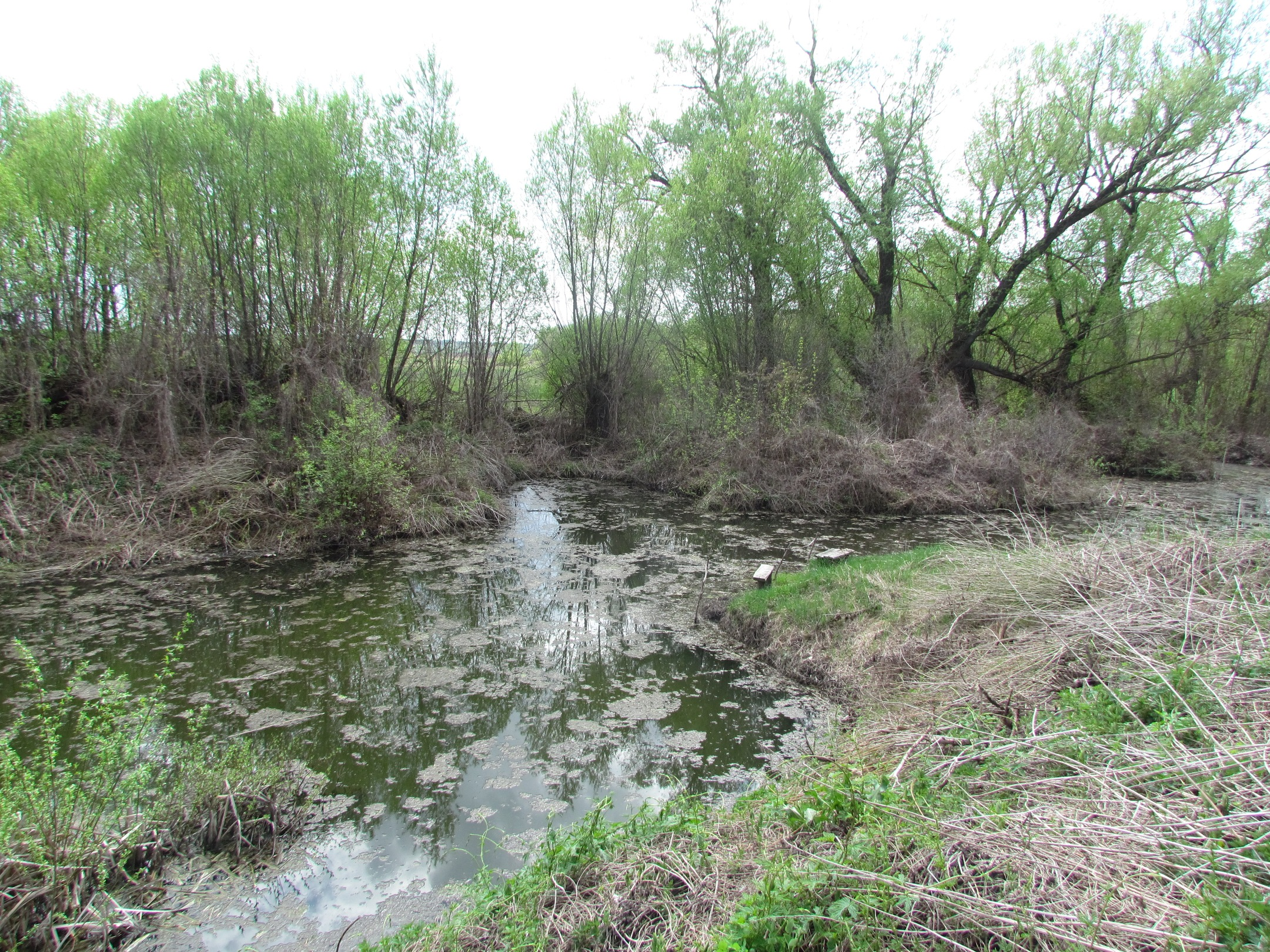
Пруд рядом с ул. Первомайская (Самодуровка, село Сосновка). 2015
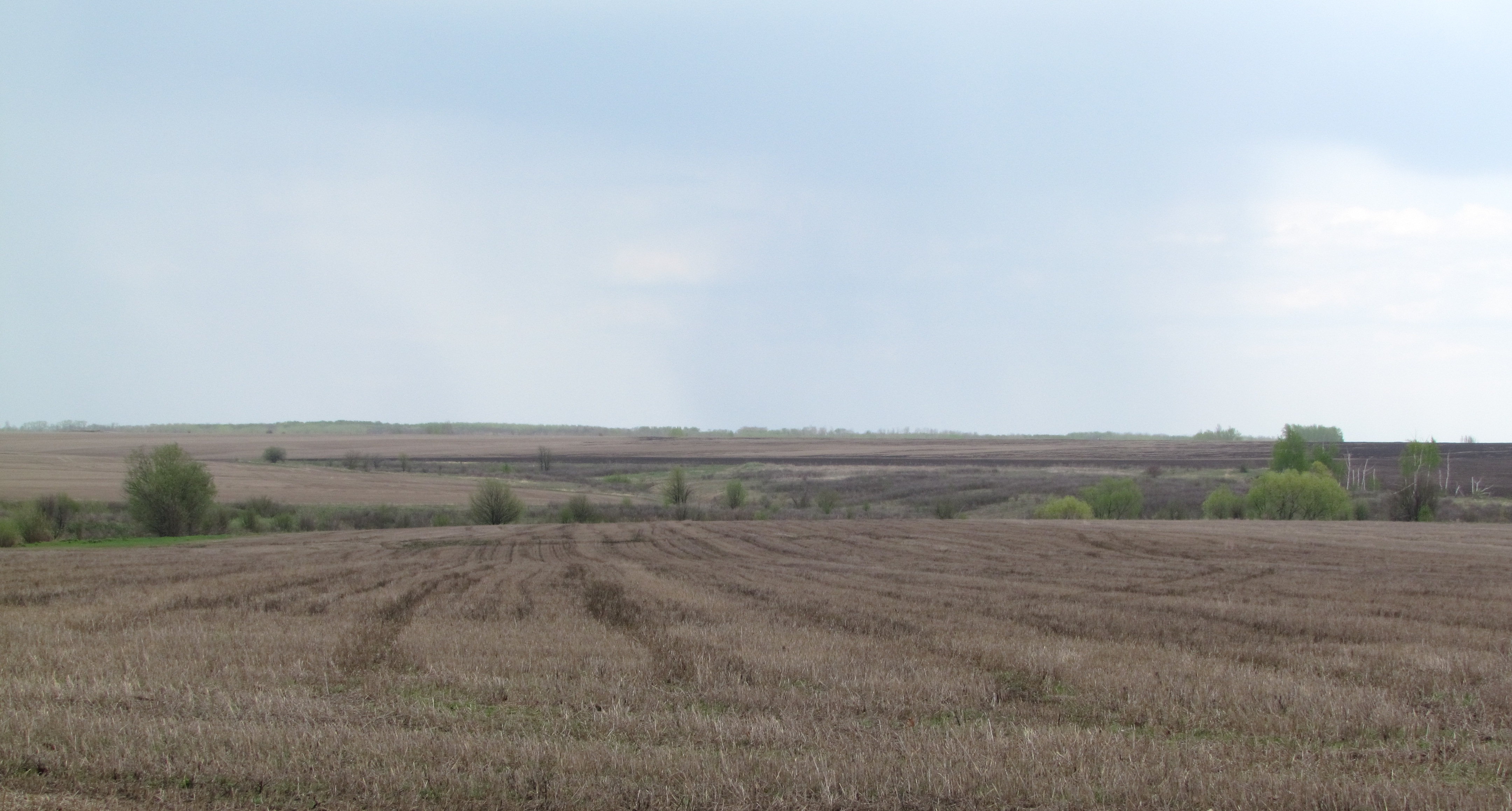
Окраина Сосновского сельсовета в районе д. Новое Зубрилово Тамалинского района. 2015.
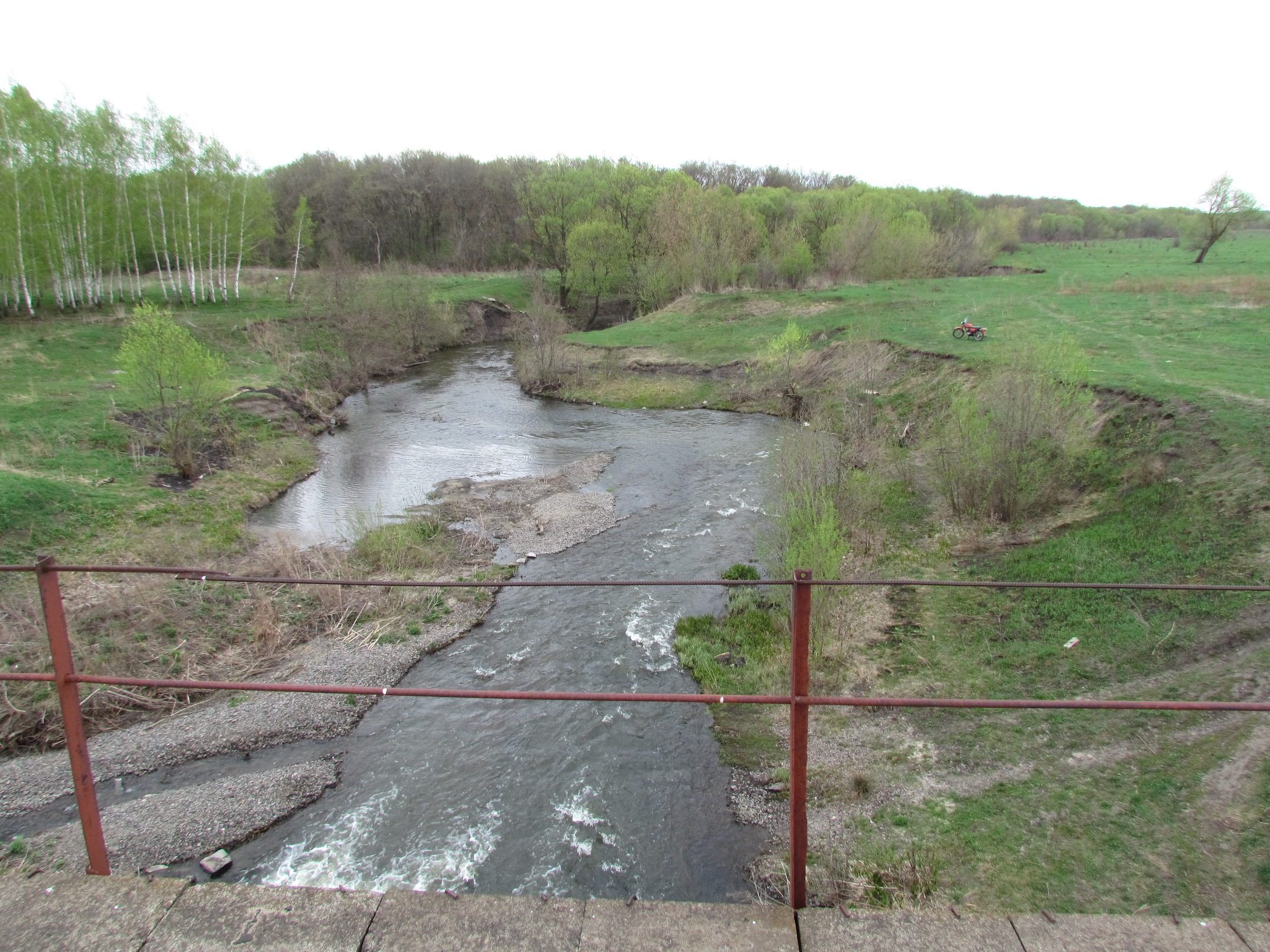
Река Миткирей в районе  железнодорожного моста Бековской ветви. 2015
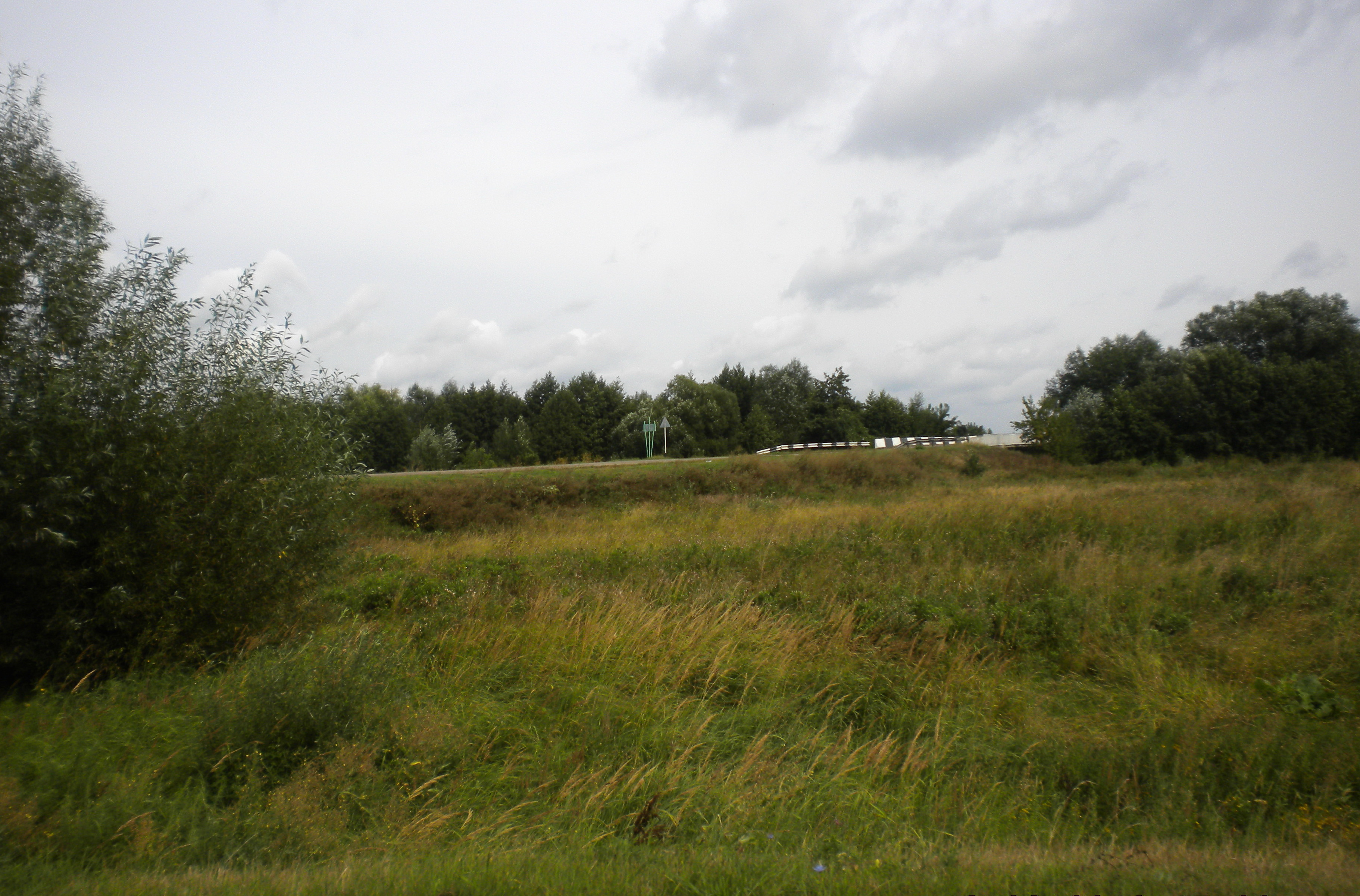
Мост через реку Миткирей. Трасса Беково — Сосновка — Варварино. 2012.